# Jewgienij Griszyn (piłkarz wodny)
Jewgienij Borisowicz Griszyn (ros. Евгений Борисович Гришин, ur. 1 października 1959 w Moskwie) – radziecki piłkarz wodny. Dwukrotny medalista olimpijski.
Brał udział w dwóch igrzyskach (IO 80, IO 88), na obu zdobywał medale. W 1980 reprezentanci ZSRR triumfowali, osiem lat później zajęli trzecie miejsce. Dwukrotnie był złotym medalistą mistrzostw Europy (1983 i 1985). Występował w barwach moskiewskiego Dynama.
Jego ojciec, Boris Griszyn oraz matka, Walentina Rastworowa również byli medalistami olimpijskimi. Jego siostra Jelena Griszyna była dwukrotną wicemistrzynią świata w szermierce.